# James Stewart (archéologue)
Pour les articles homonymes, voir James Stewart (homonymie).
James Rivers Barrington Stewart, né le 3 juillet 1913 et mort le 6 février 1962, est un archéologue australien réputé de Chypre et de l'Asie du Sud-Ouest ancienne à l'Université de Sydney.

## Biographie

### Jeunesse et carrière
James Stewart nait à Sydney et meurt à Bathurst en Nouvelle-Galles du Sud (aujourd'hui Australie) et est un descendant d'une lignée de noblesse terrienne de Bathurst. Il passe une grande partie de son enfance en Europe, fréquente une école secondaire en Australie et s'inscrit à la Leys School de Cambridge en 1930, à l'âge de 17 ans, puis fréquente l'Université de Cambridge l'année suivante. Sa mère décède en janvier 1932, lui laissant 7 000 £. Il visite Bagdad, Damas, Alep et Baalbeck sur son trajet de retour en Angleterre en 1932.

### Service de guerre et premier mariage
Il épouse Eleanor Neal en Angleterre le 1er juillet 1935 et les deux voyagent en Australie pour une visite. James remporte une bourse Wilkins, qu'il utilise pour qu'ils voyagent tous les deux au Proche-Orient avec un court séjour à Chypre. Ils arrivent à Istanbul en janvier 1936 et passent du temps à effectuer des fouilles et à collecter.
Il se porte volontaire pour rejoindre l'armée britannique en mai 1940 et demande à être affecté à Chypre. Avant de quitter l'Angleterre pour un court voyage en Australie avec Eleanor, il laisse 300 £ pour la publication de son travail et lègue son immense bibliothèque personnelle au Musée de Chypre. Il se présente au service à Haïfa le 30 janvier 1941, mais est capturé à la fin de l'année et passe la guerre comme prisonnier de guerre allemand. Après sa libération par les troupes américaines, il retourne en Angleterre en avril 1945.

### Déménagement en Australie et mariage
En 1947, il effectue ce qui est censé être une visite de deux semaines en Australie via Chypre, mais y rencontre Dorothy Evelyn (Eve) Dray (née en août 1914), qui grandit au Caire et partage son intérêt pour Chypre après avoir effectué son premier voyage en 1926 puis revint après avoir terminé ses études en 1937. Stewart s'arrange pour qu'Eve vienne en Australie en tant qu'« assistante technique ».

### Carrière universitaire en Australie et deuxième mariage
Stewart obtient un poste à l'Université de Sydney, où il enseigne au département d'histoire du Nicholson Museum, devenant ainsi la première personne à enseigner l'archéologie dans une université australienne. Il fait pression pour la création d'un département d'archéologie, créé en 1948. Stewart divorce d'Eleanor et épouse Eve en 1951, et ils déménagent à Mount Pleasant à Bathurst, où il avait son propre laboratoire et sa bibliothèque. Stewart est nommé professeur d'études du Proche-Orient en 1960, mais est décédé à peine 18 mois après le début de son mandat, le 6 février 1962. Eve a travaillé pendant près de cinquante ans après sa mort pour achever l'œuvre de son mari. 

## Postérité
Une grande collection de son matériel chypriote est donnée au Nicholson Museum de Sydney, tandis que le British Museum a acquis les objets de deux groupes de tombes à la suite de ses fouilles à Bellapais-Vounous en 1937-1938.
Il constitue une importante collection de monnaies de Rome, de Byzance, de Chypre et des Croisades.

## Publications
- Stewart, J. (1937). Fouilles à Vounous, Chypre. Antiquité, 11(43), 356-356.

## Lectures complémentaires
- Cambitoglou A. 1963, [Nécrologie de James Stewart], Opuscula Atheniensia IV, 205-6.
- Knapp AB et coll. (éd.) 2013, JRB Stewart. Un héritage archéologique. SIMA CXXXIX (Uppsala).
- Merrillees R. 1983, « Professeur James R. Stewart : une conférence biographique » dans CA Hope et JKZimmer (éd.), Catalogue des poteries anciennes du Moyen-Orient de Palestine, de Chypre et d'Égypte à la Faculté d'Art Gallery RMIT juin 1983 et essais sur l'Australie. contributions à l'archéologie du Proche-Orient ancien (Melbourne), 33-51.
- Merrillees R. 1994, '"L'épreuve du rasage dans un lac gelé". Le professeur JR Stewart et l'expédition suédoise à Chypre », dans P. Åström et al., « « Les années fantastiques à Chypre ». L'expédition suédoise à Chypre et ses membres (Jonsered), 38-55.